# محمد بن عبيد الله البلخي
محمد بن عبيد الله البلخي «إمام الحنفية ونقيب الأشراف في بلخ» وهو عم علي بن أبي طالب البلخي
، الذي ينسب له الضريح في المسجد الأزرق بأفغانستان

## نسبه
أبو الحسن محمد بن أبي علي عبيدالله ببلخ بن أبي الحسن محمد الزاهد بن أبي علي عبيدالله النقيب بهراة بن أبي القاسم علي النقيب ببلخ بن أبي محمد الحسن بن الحسين بن جعفر الحجة بن عبيدالله الأعرج بن الحسين الأصغر بن علي بن الحسين بن علي بن أبي طالب وأمه ريطة بنت الحسن من ذرية محمد بن الحنفية بن علي بن أبي طالب.

## عصره
كان الصراع الفكري على أشده في هذا القرن بين الفرق الكلامية وبينها وبين المذاهب الفقهية، وما وقع في هذا القرن إنما هو استمرار للاختلاف القديم في مسائل السياسة والعقائد، مع العلم أن الاختلاف الفكري في حد ذاته ليس نقمة بكامله، ولا هو ميزة خاصة بالثقافة الإسلامية، لأن جميع الديانات الأخرى عرفت أشكالا وأنواعا من الاختلافات في الأصول والفروع معا. وقد نشأ علم الكلام من الاختلاف في الأصول، ونشأ علم الفقه من الاختلاف في الفروع، وكان الاختلاف في الأصول في أربع مسائل كبرى: أولا: الصفات والتوحيد، ثانيا: القضاء والقدر، ثالثا: الوعد والوعيد، ورابعا: النبوة والإمامة. ويتميز القرن الخامس من الناحية الفكرية باتساع موضوع التفكير في العلوم الشرعية، وكذلك الحال في العلوم الأخرى، كالعلوم العقلية والطبيعية والاجتماعية، كما تتميز بكثرة الإنتاج في جميع تلك العلوم، وبنمو سلطة الفرق والمذاهب في ضم وتجنيد الناس في صفوفها.
نلاحظ مما سبق أن عصره يتميز باضمحلال الخلافة العباسية، وتفكك السلطة المركزية إلى دول كثيرة، حيث تتناحر هذه الدول على استقطاب الخلفاء، ويدخلون في حروب فيما بينهم وبين الخليفة، مما أثر سلبا على جميع ميادين الحياة. بالإضافة إلى ذلك فهذا العصر لم ينج من الكوارث الطبيعية الكثيرة كزلازل والجفاف التي اهتم المؤرخون بذكرها وإحصاء الخسائر المترتبة عنها وآثارها على المسيرة الحضارية. كما يتميز أيضا بظهور العلماء الأعلام في كل علم وفن، ويمكن الإشارة إلى أهم الظواهر التي سادت هذا العصر، وإلى العوامل التي كانت سببا في الاضمحلال والتقوقع، وهي بإيجاز:
- هذا العصر مليء بالأحداث المثيرة والعجيبة في الميادين المختلفة.
- هو عصر الاضطرابات السياسية والفكرية والدينية.
- المغول يطرقون الحدود الشرقية، لضعف ملوك وسلاطين المسلمين بسبب تناحرهم فيما بينهم.
- الحروب الصليبية تهدد البلاد الإسلامية غربا وكانت المراكز الحضارية مسرحا لها.
- ملوك المسلمين يستعينون بالأجانب - أي هؤلاء الأعداء من كل جنس ولون - في الحروب التي تقع بينهم.
- البناء الاجتماعي هش وضعيف.
- الفرق الكلامية والمذاهب الفقهية يشتد الصراع بينها جميعا.
- الفكر يزدهر ويتنوع بظهور العلماء الأعلام كعلاء الدين السمرقندي ونظام الملك.[10][11]

وفي غمرة هذه الفوضى كان يطلب العلم، وتفقه على مجموعة من شيوخ الحنفية ، فبرع في المذهب والخلاف والأصول وقرأ الأدب وسمع الحديث على كبار المحدثين. وقد أمضى ثلاثين عاما يدرس فيها علوم الشريعة أصولها وفروعها.

## من حياته
شرف السادة محمد بن عبيدالله البلخي الحسيني الحنفي، كان من أعيان السادة الحنفية الماتريدية مع قوله بإمامة المفضول مع وجود الفاضل ، وهو شاعر وكاتب، زاهد وعابد صوفي المشرب، من سادات بلخ الذين لهم مكانة واسعة في نفوس أهلها وأقليم خراسان، ذكره الباخرزي في دمية القصر فقال هو سيد السادات وشرفهم:
- وبحر العلماء ومغترفهم وتاج الأشراف العلوية المتفرعين من الجرثومة النبوية
- الشارحين غرر الآداب في أخبية الأنساب وهو ولا مثنوية من المشرفين في
- الذروة العليا ومن المجدين من اسنمة الدنيا شوس على عالم العلم ذوائبه وتقرطس
- أهداف الآداب صوائبه ولم يزل له امام سرير الملك قدم صدق يطلع في سماء

الفخار بدره ويوطئ أعناق النجوم قدره وأقل ما يعد من محصوله جمعه بين ثمار
الأدب وأصوله ووصفه بأنه ينثر فينفث في عقد السحر ويحلق إلى الشعرى إذا
أسف إلى الشعر واما الذي ورائه من العلوم الآلهية التي أجال فيها الأفكار
وافتض منها الأبكار فما لا يحصر ولا يحزر ولا يحد ولا يعد وقد صحبته عشرين
سنة ارتدى في ضلال نعمه العيش الناعم حي عادت فراخ وسائلي قشاعم فكم
زممت إليه المطية وركزت على مكارمه الخطية ما دحا لما اشتهر على الألسنة من
حسبه ونسبه وآخذا بحظي من أدبه ونشبه ولم يرتع ناظري وفي الروض الناضر
الا بتأملي في أقلامه ولا صار سمعي صدف اللآلي الا بتقريضي روائع كلامه وليس
أسير واجئ إلى التنويه باسمه والإشادة بذكره الا نوع تعليل وما احتاج
النهار إلى دليل.
قال المؤلف عفا الله تعالى عنه ولسلسلة السيد المذكور حديث متسلسل
بأربعة عشر أبا وهو ما رواه أبو سعد بن السمعاني في (الذيل) قال أخبرنا أبو
شجاع عمر بن أبي الحسين البسطامي الأمامي يقرأني قال حدثني السيد أبو محمد الحسين
ابن علي بن أبي طالب من لفظه ببلخ حدثني سيدي ووالدي أبو الحسن علي بن أبي
طالب سنة ست وأربعمائة حدثني أبو طالب الحسن بن عبيد الله سنة أربع
وثلاثين وأربعمائة حدثني والدي أبو على عبيد الله بن محمد حدثني أبي محمد بن
عبيد الله حدثني أبي عبيد الله بن علي حدثني أبي علي بن الحسن حدثني أبي الحسن
ابن الحسين حدثني أبي الحسن بن جعفر وهو أول من دخل بلخ من هذه الطائفة
حدثني أبي جعفر الملقب بالحجة حدثني أبي عبد الله حدثني أبي الحسن الأصغر
حدثني أبي علي بن الحسين بن علي عن أبيه عن جده علي بن أبي طالب «ع»
قال رسول الله ليس الخبر كالمعاينة قال شيخنا الشيخ زين الدين الشهيد رحمه الله
في شرح الدراية هذا أكثر ما اتفق لنا روايته من الأحاديث المسلسلة بالآباء.
قال المؤلف: واتفق لي أنا رواية أربعة أحاديث مسلسلة بسبعة وعشرين أبا
فيدعو لنا في الفرض كل موحد * ويدعو لنا في الأرض كل مكبر
ويسمو إلى تفضيلنا كل موقن * ويفضي إلى تنقيصنا كل ممترى
وقد ذقت من حلو الزمان ومره * وجربت طوري عرفه وتنكر
فلم أر أزرى للعلى من تسوف * ولم أر أحرى للمنى من تشمر
قضيت لأقلامي ديونا كثيرة * وقد حل دين المشرفي المشهر
واشعاره كثيرة في هذا المقدار كفاية.
وحاولت بعض المرويات ربطه بالمذاهب غير الجنفية أستنادا لنسبه ومجاملاته لرجال عصره من كل المذاهب وهذا ما لا يصح كون الرجل من أعيان الدولة السلجوقية ورجالها الخاصة ومعتمدها، وحنفيته ثابتة في المصادر البلخية، وهذا ثابت راجح، وقد قدم الحسين ابن جعفر الحجة، وهو من أجداده إلى بلخ سنة 241 هـ، وأقام فيها ويعد أعقابه من أمراء ونقباء وكبار وجهاء هذه المدينة كان من أهل السنة، حيث كان يعيش في منطقة معظم أهلها من أهل السنة خاصة الحنفيين، بحيث اعتبره عدد كبير من الباحثين مثل شيفر وماديلونغ وحسين علي محفوظ ومصطفى جواد وقحطان الحديثي، عالماً سنياً حنفياً، وهو مذهب أهل بلخ وعرف به نقبائها من العلويين ومنهم علي بن أبي طالب البلخي، وهناك بعض الكتب ذكرته كأحد علماء التشيع اعتمادا على سلسلة نسبه وهذا لم يثبت علميا والرجل كان من سفراء الدولة السلجوقية وهي دولة سنية بأمتياز والرجل من أبناء بلخ وهي حنفية بالمطلق.